# Colpotrochia assamensis
Colpotrochia assamensis är en stekelart som beskrevs av Townes, Townes och Gupta 1961. Colpotrochia assamensis ingår i släktet Colpotrochia och familjen brokparasitsteklar. Inga underarter finns listade i Catalogue of Life.